# تمارة بينيتيز
تمارة بينيتيز هي مصورة سينمائية فلبينية، ولدت في 14 أكتوبر 1983 في مانيلا في الفلبين.

## وصلات خارجية
- تمارة بينيتيز على موقع IMDb (الإنجليزية)
- تمارة بينيتيز على موقع قاعدة بيانات الفيلم (الإنجليزية)